# Pierre Portolano
Pour les articles homonymes, voir Portolano.
Pierre Portolano, né le 11 août 1909 à Bône et mort le 1er août 1992 à Saint-Martin-d'Ablois, est un homme politique français.